# Janko Brejc
Janko Brejc, slovenski pravnik in politik, * 18. november 1869, Brezje pri Tržiču, † 6. april 1934, Ljubljana.
Janko Brejc je gimnazijo obiskoval v Celovcu in Ljubljani, pravo pa študiral na Dunaju kjer je leta 1895 promoviral. Po končanem študiju je nastopil službo v Ljubljani. Leta 1901 je bil v volilnem okrožju Kranj-Škofja Loka izvoljen v deželni zbor, leta 1903 pa je zaradi spora s I. Šusteršičem mandat odložil in se kot odvetnik preselil v Celovec, kjer je kot politik vodil borbo za slovenski jezik v šoli in javnih uradih. Brejc je bil od leta 1906 tudi odbornik Mohorjeve družbe, soustanovitelj Slovenskega šolskega društva na Koroškem ter častni občan mnogih slovenskih občin na Koroškem. Kot politični voditelj Koroških Slovencev je bil med prvo svetovno vojno pregnan.
Po koncu vojne se je vrnil v slovensko politiko. V Prvi slovenski Narodni vladi ustanovljeni 31. oktobra 1918 je bil poverjenik za notranje zadeve. 20. januarja 1919 je postal predsednik Deželne vlade Slovenije in ostal s prekinitvijo na tej funkciji do 14. decembra 1920. V času njegovega predsednikovanja, 24. aprila 1920, je prišlo do krvavega nastopa policije proti demonstrantom na Zaloški cesti v Ljubljani (spopadejo se orožniki in delavci, ki so namenjeni na protestno zborovanje železničarjev; ubitih je bilo 14 in ranjenih 30 ljudi). Vodil pa je tudi boj za severno slovensko mejo, po slovenskem neuspehu na koroškem plebiscitu se je umaknil iz politike.
Leta 1919 je bil odlikovan z redom sv. Save 1. stopnje.
Prav tako je avtor knjige: Aus dem Wilajet Kärnten Klagenfurt : Slovensko katoliško-politično in gospodarsko društvo za Slovence na Koroškem ; [1913], 279 str., čeprav njegovo avtorstvo nikjer ni omejeno. 